# Пусан
Пусан (кор. 부산, [pusan]) — мільйонне місто у Республіці Кореї. Головне місто провінції Південний Кьонсан. За часів династії Корьо (X — кінець XIV століття) називалося затока Пусан. Найбільший міжнародний порт Кореї і друге найбільше місто в країні. Пусан займає площу 436 км² і має статус особливого міста під безпосереднім управлінням міністра внутрішніх справ з адміністративним статусом, що відповідає рівню провінції. Населення (станом на 2000 р.) становило 3 662 884 осіб; у 2005 р. — 3 635 389 мешканців.

## Географія
Місто розташоване на південному сході Корейського півострова. Пусан розкинувся навколо глибокої, добре захищеної затоки у гирлі річки Нактон, навпроти японських островів Цусіма через Корейську протоку.

### Клімат
Місто знаходиться у зоні, котра характеризується вологим субтропічним кліматом. Найтепліший місяць — серпень із середньою температурою 26.1 °C (79 °F). Найхолодніший місяць — січень, із середньою температурою 3.3 °С (38 °F).
| Клімат Пусана           | Клімат Пусана | Клімат Пусана | Клімат Пусана | Клімат Пусана | Клімат Пусана | Клімат Пусана | Клімат Пусана | Клімат Пусана | Клімат Пусана | Клімат Пусана | Клімат Пусана | Клімат Пусана | Клімат Пусана |
| Показник                | Січ.          | Лют.          | Бер.          | Квіт.         | Трав.         | Черв.         | Лип.          | Серп.         | Вер.          | Жовт.         | Лист.         | Груд.         | Рік           |
| Абсолютний максимум, °C | 17            | 17            | 20            | 26            | 32            | 29            | 36            | 35            | 31            | 27            | 23            | 20            | 36            |
| Середній максимум, °C   | 6             | 7             | 12            | 16            | 20            | 23            | 26            | 28            | 25            | 21            | 15            | 9             | 17            |
| Середня температура, °C | 3             | 4             | 8             | 13            | 17            | 21            | 24            | 26            | 22            | 17            | 11            | 6             | 15            |
| Середній мінімум, °C    | 0             | 1             | 5             | 10            | 14            | 18            | 22            | 23            | 19            | 14            | 7             | 2             | 11            |
| Абсолютний мінімум, °C  | −11           | −12           | −8            | 0             | 7             | 10            | 15            | 17            | 11            | 2             | −5            | −11           | −12           |
| Норма опадів, мм        | 30            | 40            | 70            | 140           | 140           | 210           | 240           | 190           | 190           | 60            | 60            | 20            | 1500          |
| ----------------------- | ------------- | ------------- | ------------- | ------------- | ------------- | ------------- | ------------- | ------------- | ------------- | ------------- | ------------- | ------------- | ------------- |
| Джерело: Weatherbase    |               |               |               |               |               |               |               |               |               |               |               |               |               |

## Історія
- 1592 — Битва за Пусан

Місто було відкрите для торгівлі з Японією у 1876 році і для загальної іноземної торгівлі у 1833 році. Під час японської окупації (1910–1945) Пусан розвинувся у сучасний порт, з поромними сполученнями до Сімоносекі, Японія та залізницями, що з'єднують Корею з Китаєм та Росією, закінчуючись в Пусані. Місто було перенаселене репатріантами з-закордону коли Корея здобула незалежність у 1945 році і вдруге біженцями під час Корейської війни (1950–1953), коли Пусан був тимчасовою столицею Республіки Корея.

## Економіка
Порт розділяється островом Йонґ, який є з'єднаний з материком розвідним мостом. Більша східня частина порту використовується для міжнародної торгівлі і менша секція для риболовства. Міжнародний порт і пов'язані з ним установи значно розширилися. Промисловість Пусану включає суднобудування, виробництво автомобілів, електроніки, сталі, кераміки та паперу. Індустріальні парки приваблюють багато компаній вищих технологій. Місто обслуговує міжнародне летовище. Система метрополітену оперує з 1986 року.

## Культура
В Пусані кілька університетів і сім коледжів, включаючи Пусанський національний університет, Пусанський університет іноземних мов, Корейський морський університет, Пусанський національний риболовний коледж, і коледж океанографії. Купальні та гарячі джерела розташовані на північно східних передмістях. Поблизу гір знаходяться старі храми. До числа найбільш відомих відноситься монастир Помоса, заснований у 678 році.
У Пусані багато парків: парк Кимган на схилі гори Кимчжонсан відомий своїм ботанічним садом, музеєм морської природної історії і гарячими джерелами. У парку Йондусан височить Пусанська вежа, один з символів міста, оглядовий майданчик вежі знаходиться на висоті 115 метрів над рівнем моря і з нього відкривається чудовий вид на місто. У Дитячому парку, розташованому на березі озера, безліч атракціонів, є аквапарк і зоопарк. 
Поза містом розташоване кладовище на честь солдатів ООН котрі загинули під час Корейської війни.

## Галерея

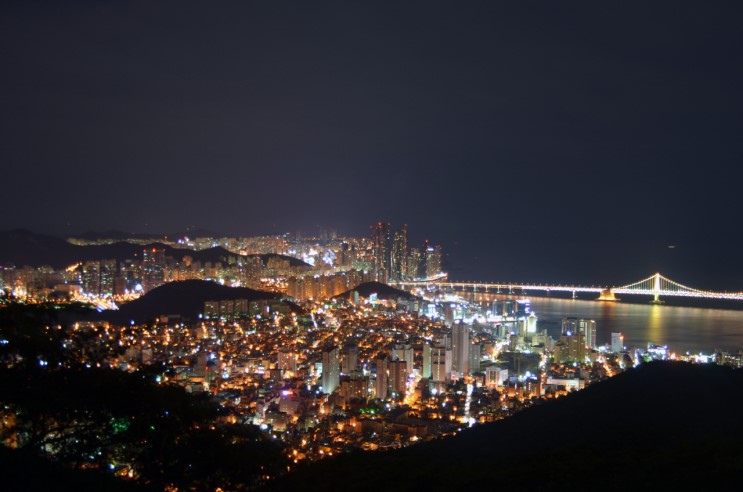
Пусан вночі
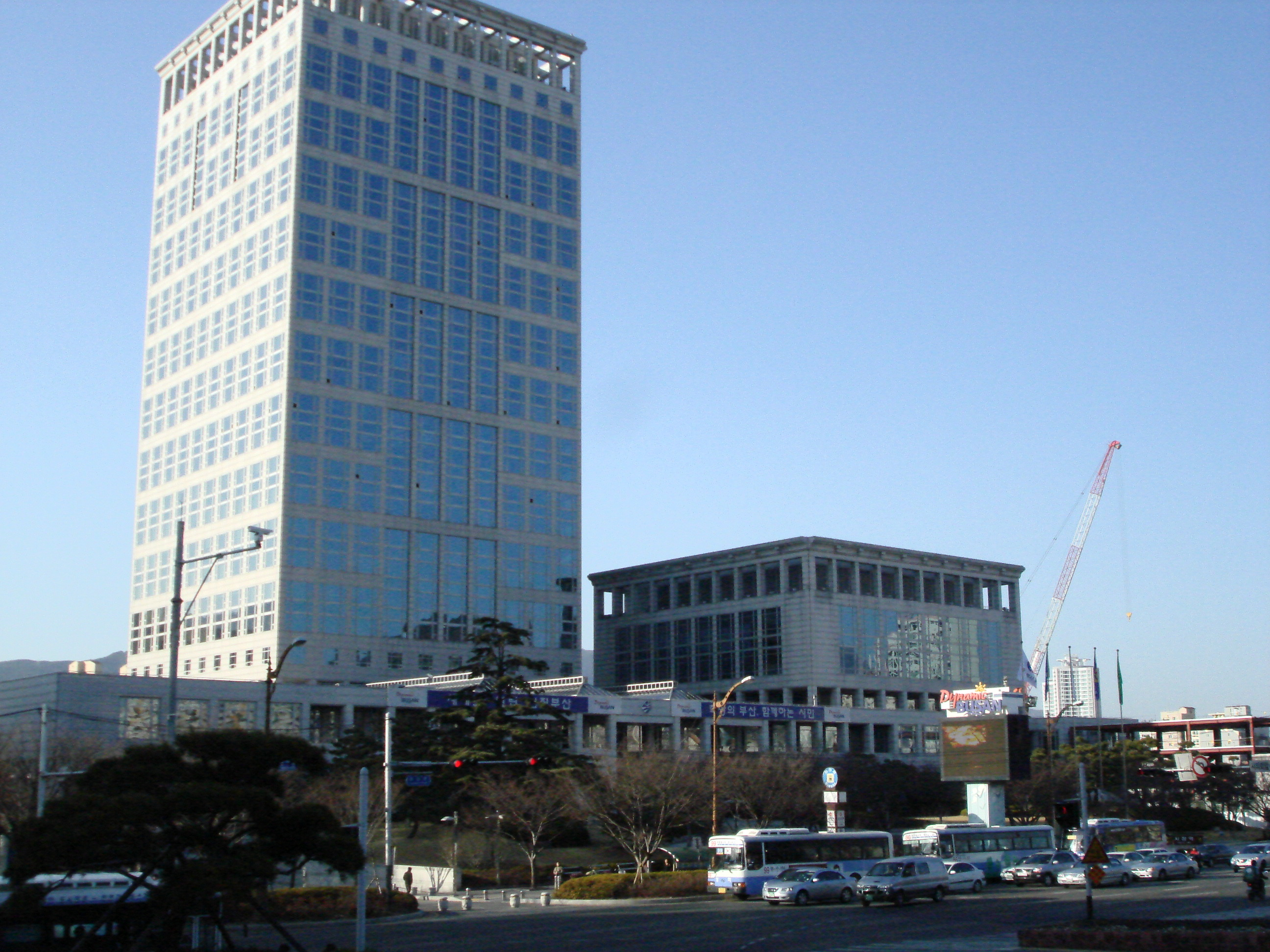
Мерія Пусана
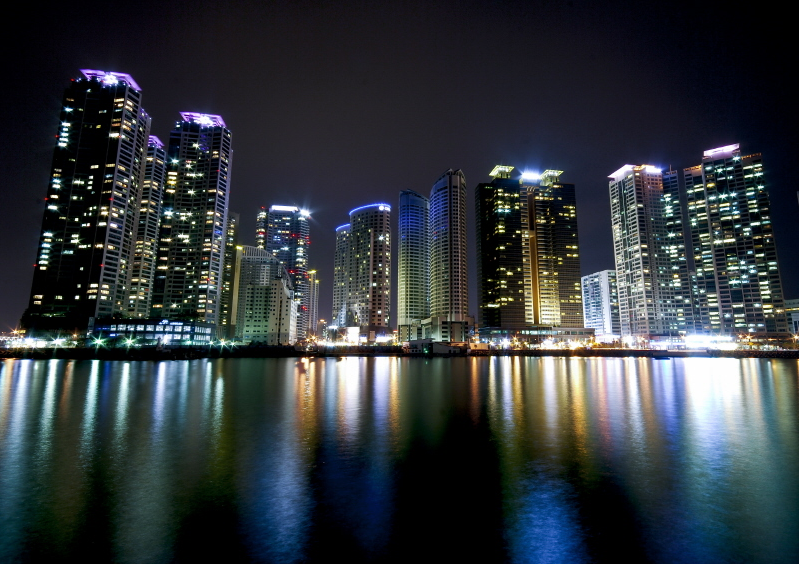
Хмарочоси Пусана
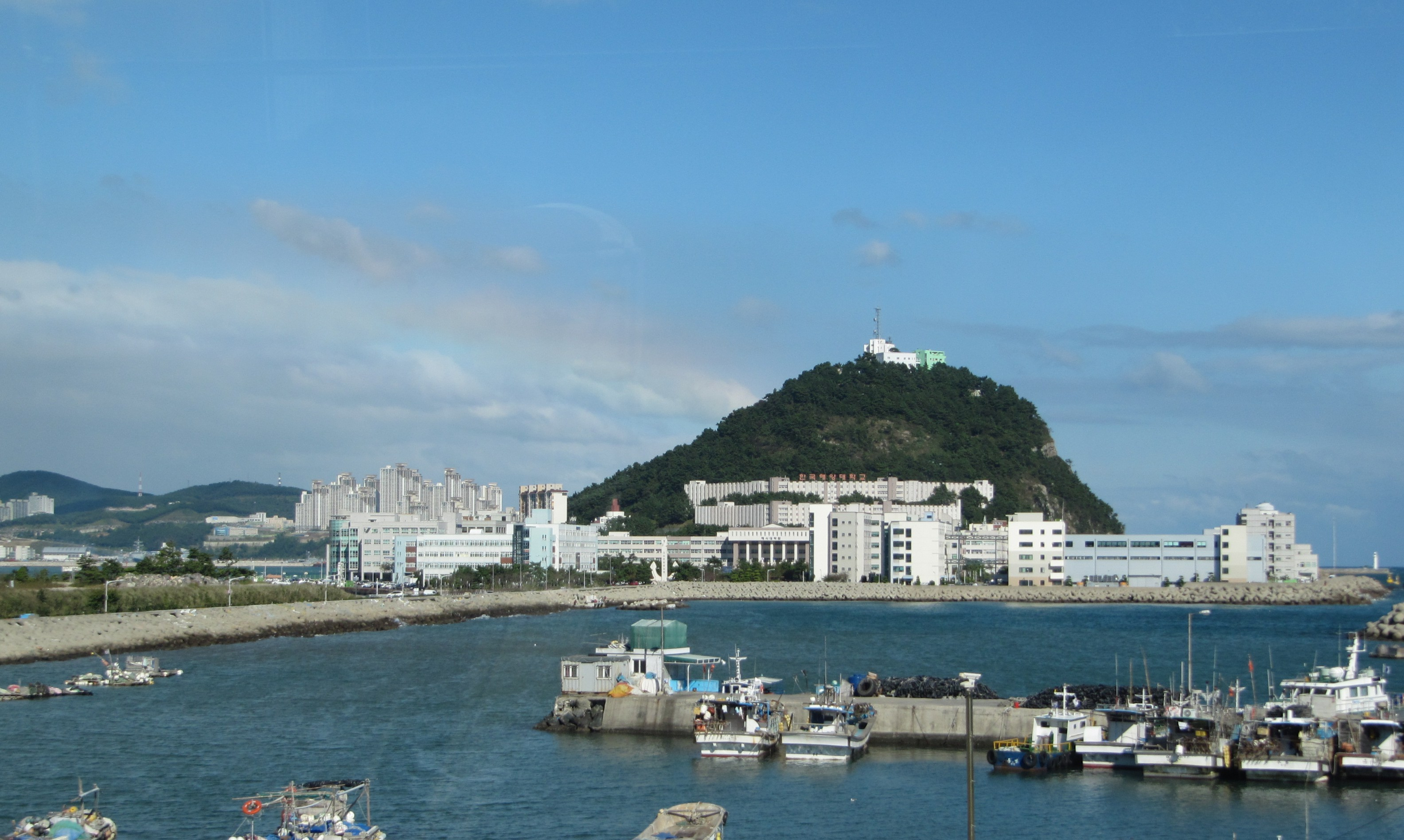
Корейський морський університет
Пусанський культурний центр
Національний морський музей
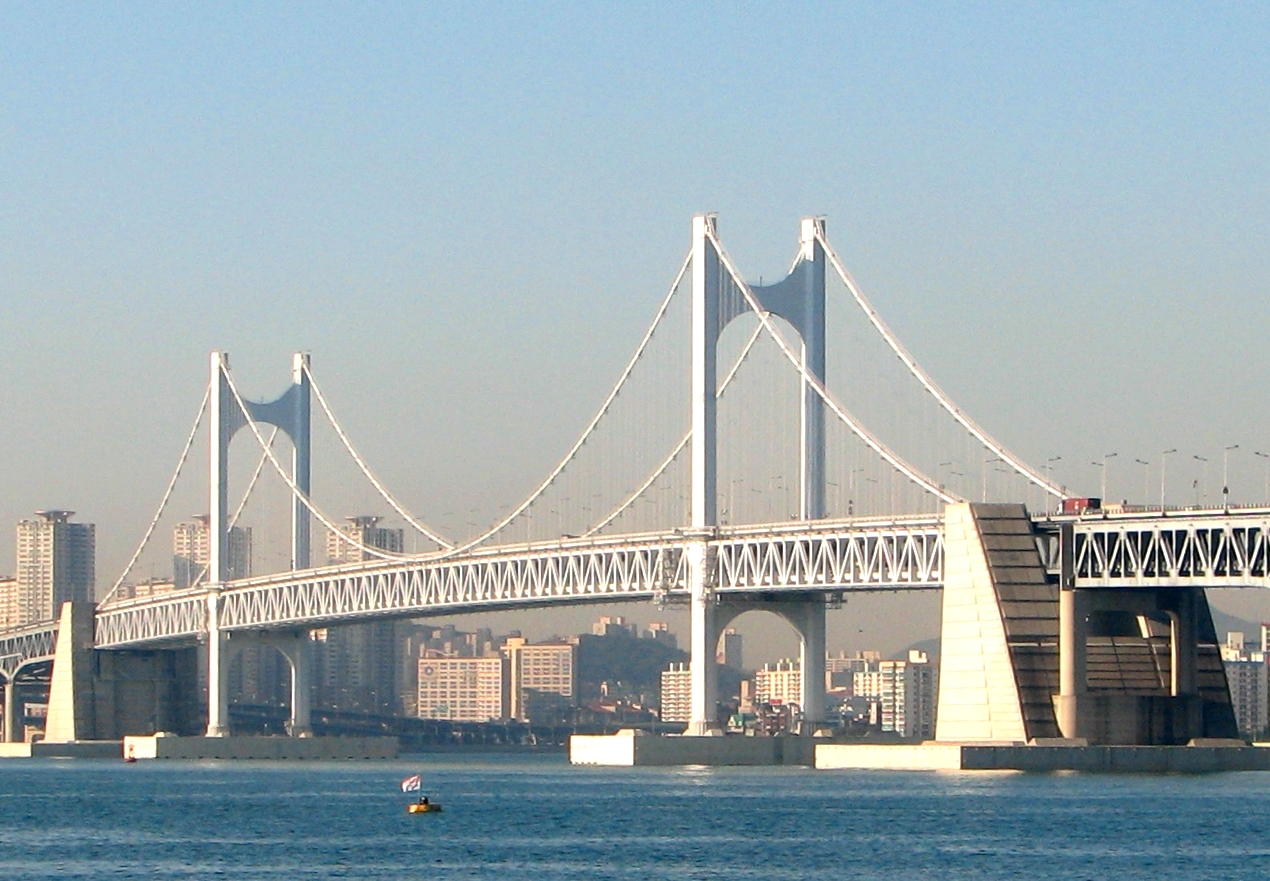
Міст Кванан
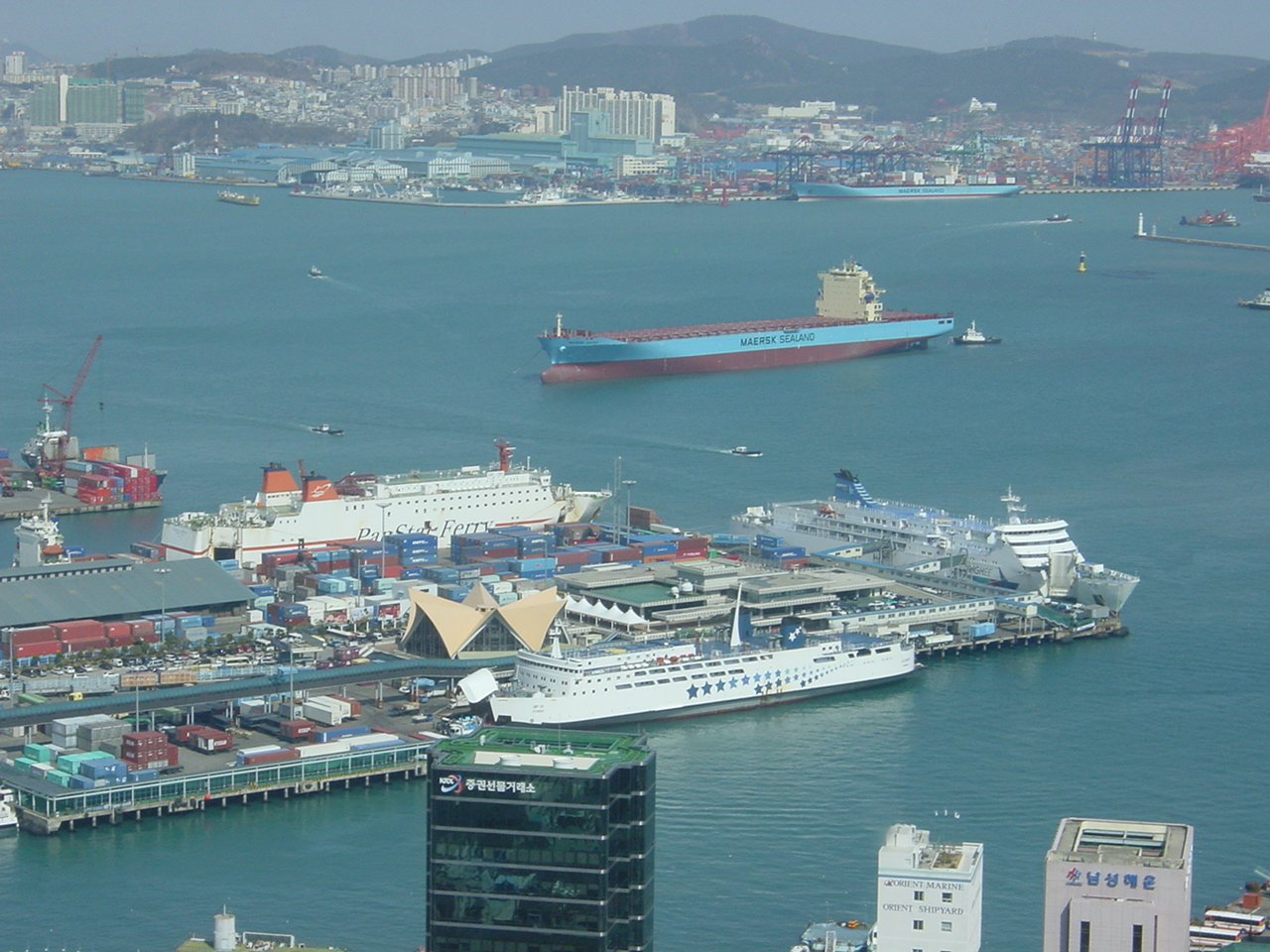
Порт
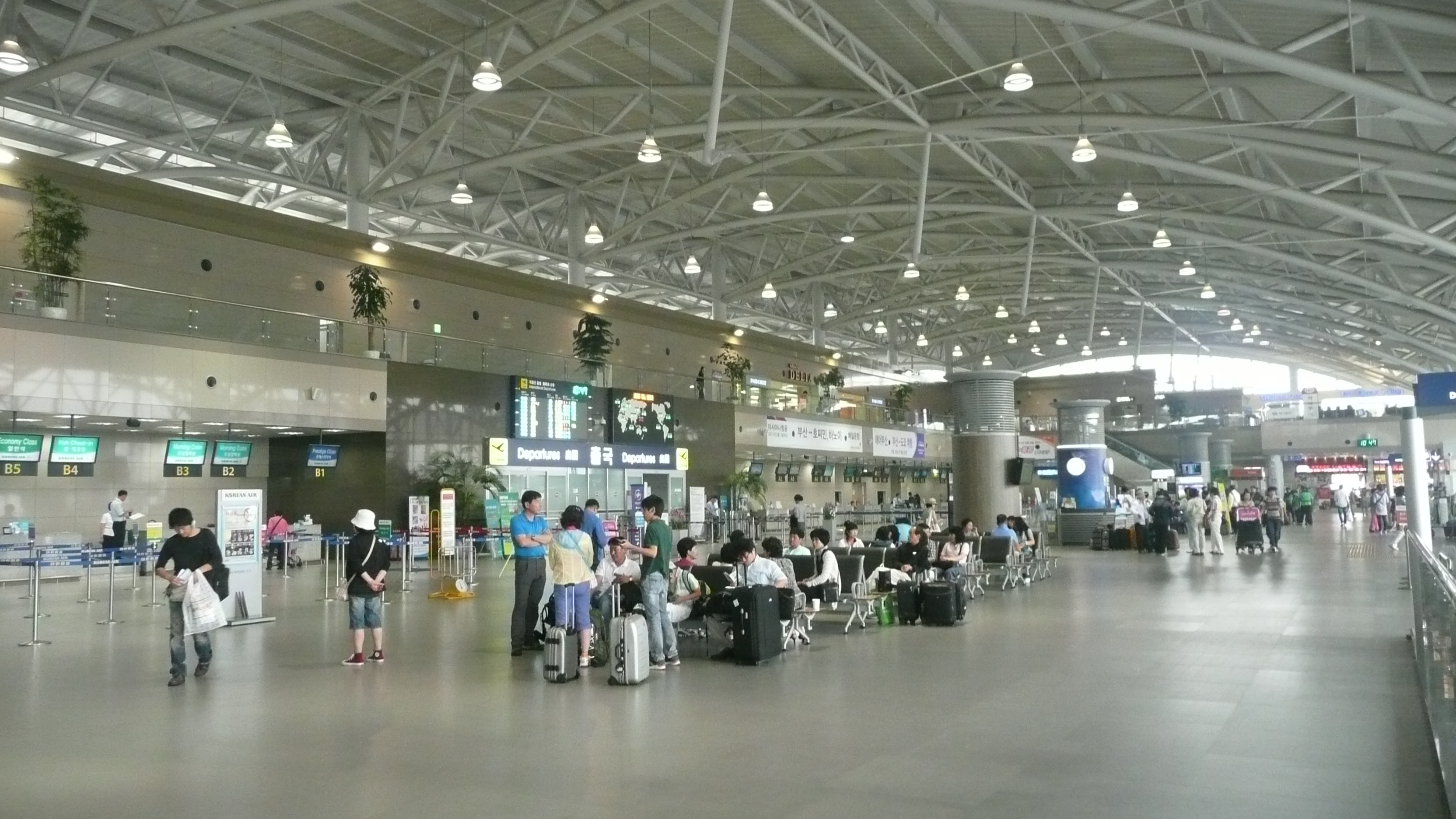
Міжнародний аеропорт Кімхе
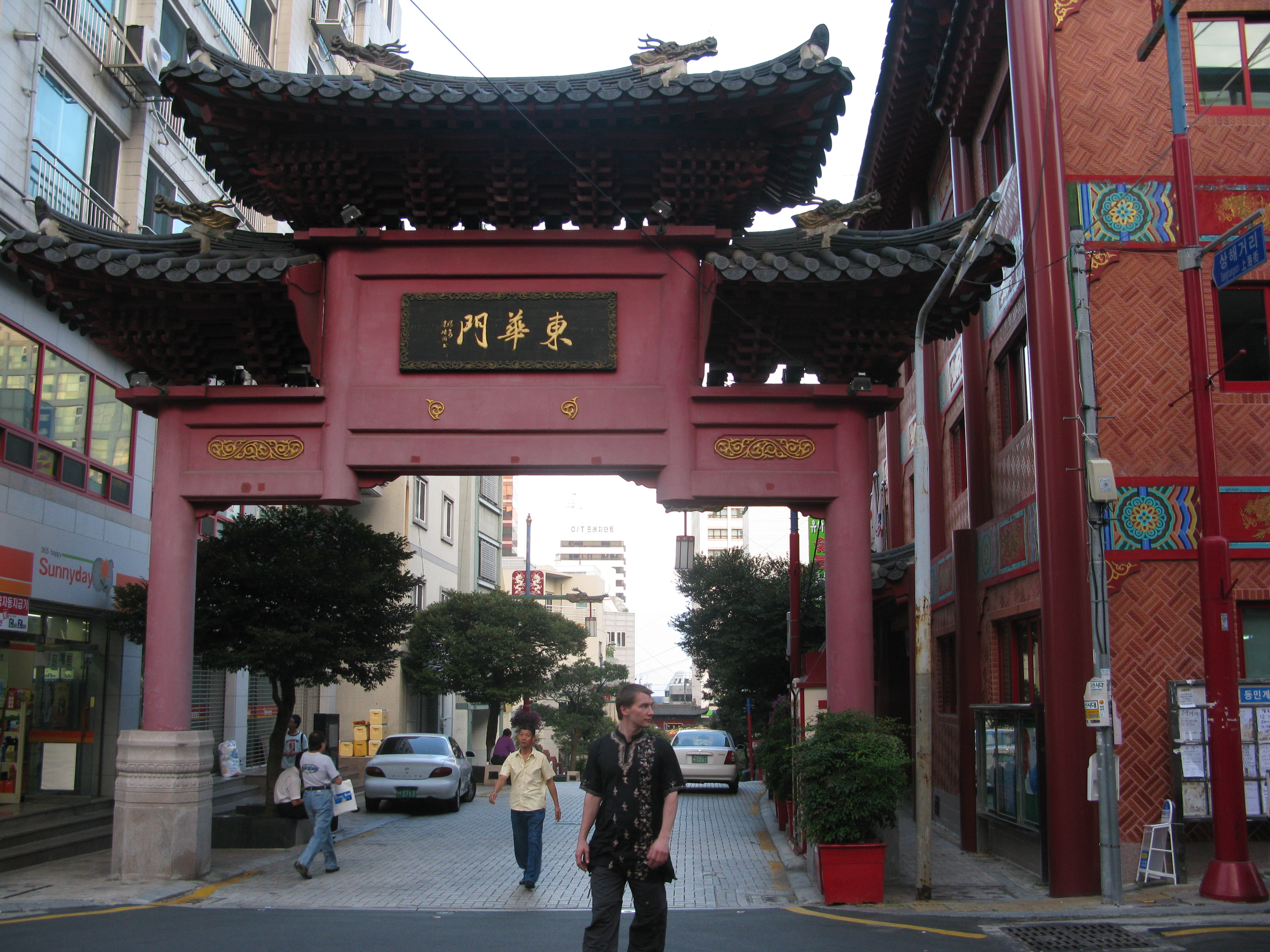
Китайський квартал
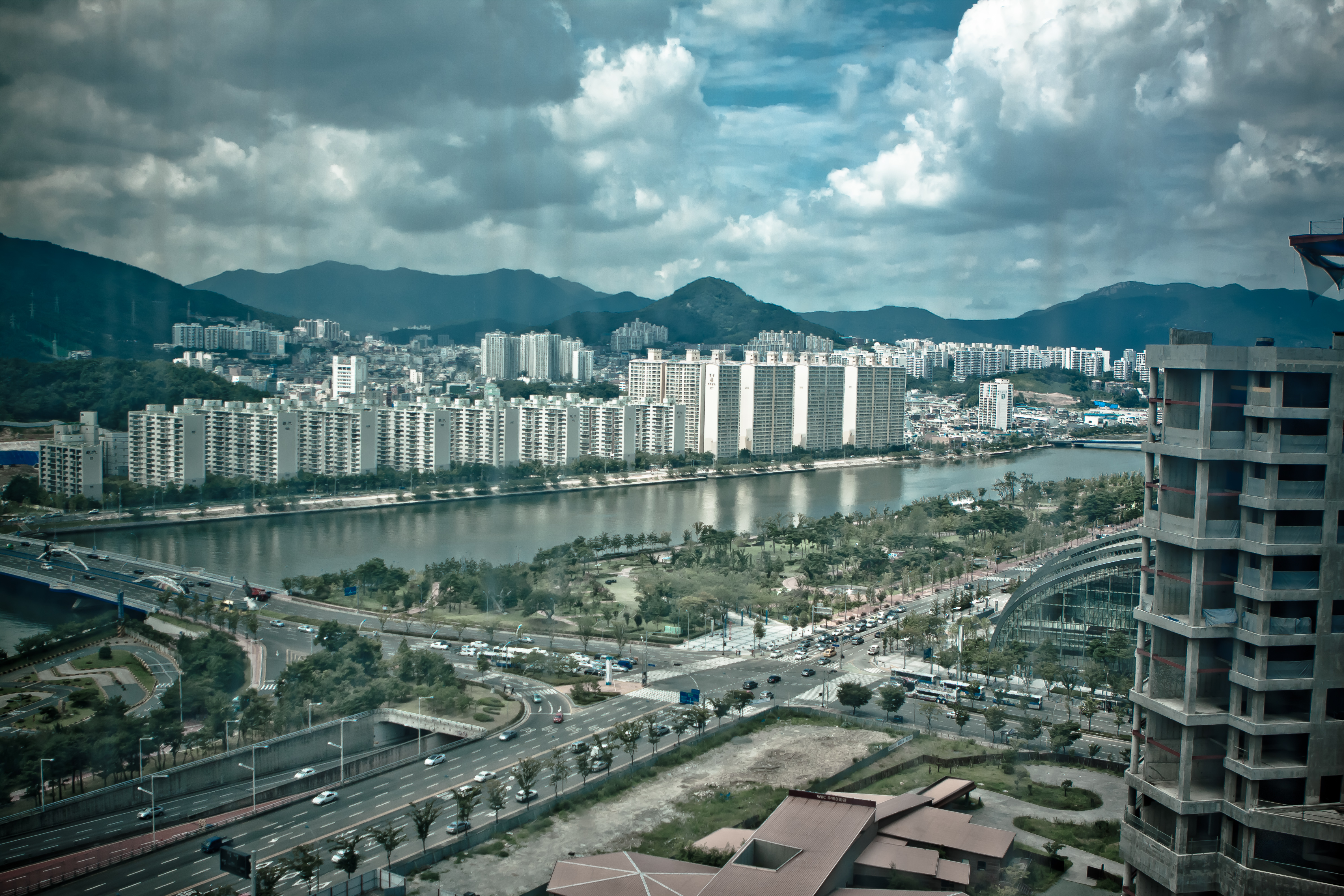
Сучасні житлові квартали вздовж річки Суйонг
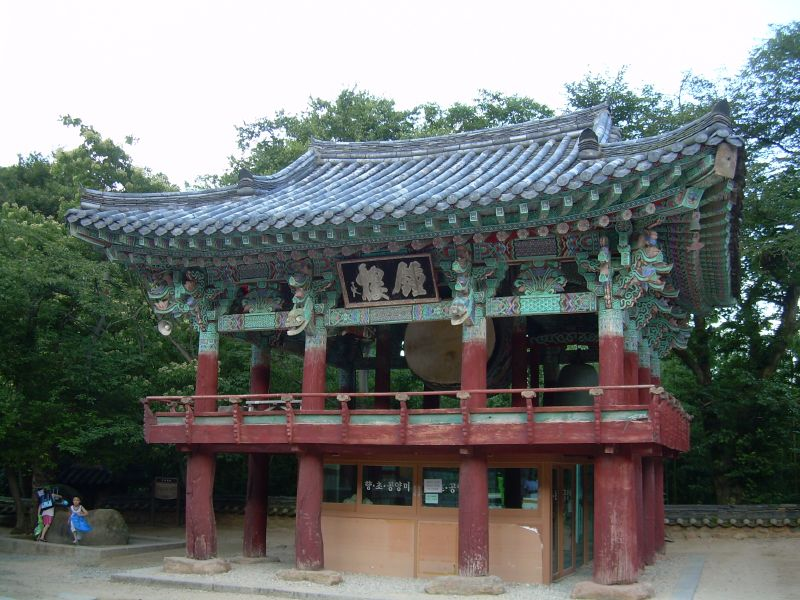
Буддійський храм
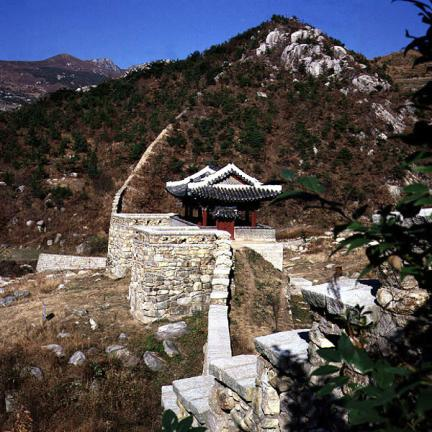
Стіна фортеці Кимчжонсансон довжиною 16,5 км

## Відомі люди
- Ніна Солгейм (* 1979) — норвезька тхеквондистка, олімпійська медалістка.
- Пак Чімін (* 1995) – танцюрист і вокаліст корейської групи Bangtan Boys.
- Сон Кан Хо (* 1967) — відомий південнокорейський актор.
- Чон Чонгук (* 1997) – головний вокаліст, танцюрист, саб-репер і макне корейської групи Bangtan Boys.
- Ян Чонін (2001) — вокаліст і макне гурту Stray Kids.

## Міста-побратими
- Гаосюн, Республіка Китай (1966)
- Лос-Анджелес, США (1967)
- Сімоносекі, Японія (1976)
- Барселона, Іспанія (1983)
- Ріо-де-Жанейро, Бразилія (1985)
- Фукуока, Японія (1989)
- Владивосток, Росія (1992)
- Шанхай, КНР (1993)
- Сурабая, Індонезія (1994)
- Вікторія, Австралія (1994)
- Хошимін, В'єтнам (1995)
- Тіхуана, Мексика (1995)
- Окленд, Нова Зеландія (1996)
- Вальпараїсо, Чилі (1999)
- Монреаль, Канада (2000)
- Західна Капська провінція, ПАР (2000)
- Стамбул, Туреччина (2002)
- Хоккайдо, Японія (2005)
- Дубай, Об'єднані Арабські Емірати (2006)
- Чикаго, США (2007)
- Санкт-Петербург, Росія (2008)
- Пномпень, Камбоджа (2009)
- Салоніки, Греція (2010)
- Касабланка, Марокко (2011)